# Nhục can
Nhục can (肉乾, Bakkwa, ròu gān), nghĩa đen là "thịt khô" là một món thịt sấy khô ở dạng lát mỏng có vị ngọt và mặn trong ẩm thực Trung Quốc, gần giống như món khô bò. Thông thường nhục can được làm từ thịt heo nhưng cũng có thể làm từ thịt bò, thịt gà hay hải sản. Nhục can được cho là bắt nguồn từ một phương pháp tồn trữ thịt sử dụng ở Trung Hoa cổ đại mà đến nay vẫn còn được dùng trong các cộng đồng người Phúc Kiến.
Ở Malaysia, Singapore, quần đảo Riau và Philippines, bakkwa hay bagua là tên phổ biển nhất của nhục can. Người Quảng Đông phát âm món này là yuhk gōn', phiên bản Anh hóa là long yok; trong khi đó ở Trung Quốc và Đài Loan món ăn này được phát âm là rougan. Tên thương mại của nhục can có khi được gọi là "thịt heo nướng", "khô heo" hay "thịt heo sấy". Nhục can là một món ăn vặt rất thông dụng ở Macau, Malaysia, Singapore, Đài Loan, quần đảo Riau và the Philippines. Ở Bắc Đẩu trấn, Đài Loan, nó được đánh giá là một trong ba đặc sản về thịt heo.

## Ảnh hưởng về văn hóa

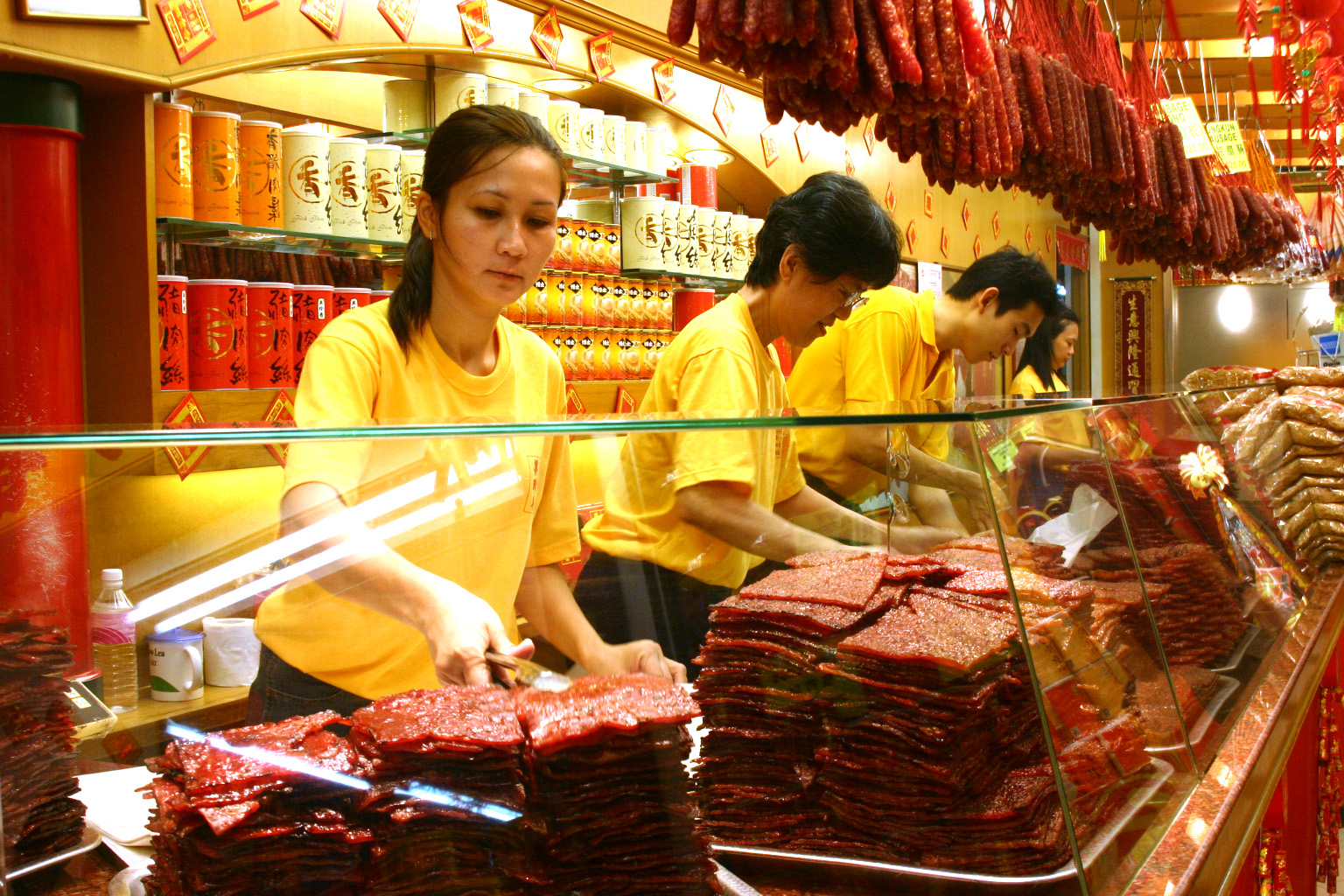
Một tiệm bán nhục can ở Singapore

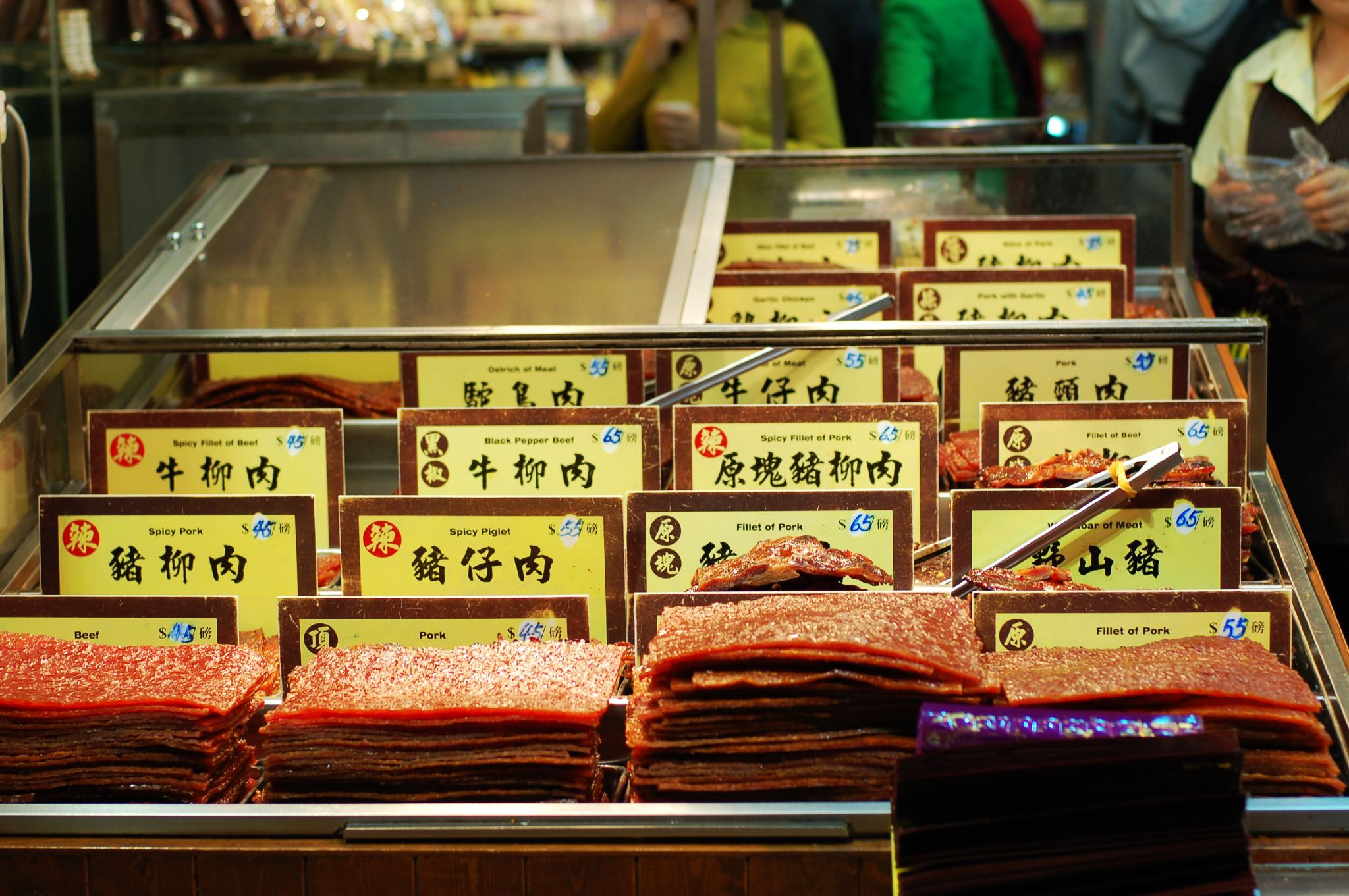
Một tiệm bán nhục can

Ở Malaysia và Singapore, nhục can trở thành một món quà thông dụng dành tặng cho người thân và du khách, cũng như cho các đồng nghiệp trong các tập đoàn (ví dụ trong Tết Nguyên Đán). Ở các quốc gia mà đa số người dân theo đạo Hồi (ví dụ Malaysia, các món nhục can dùng làm quà sẽ được chế biến từ thịt gà để nhằm phù hợp với halal, tức các quy tắc của Hồi giáo. Nhục can cũng có thể sử dụng trong các tiệc cưới cổ truyền Trung Hoa hay các bữa yến tiệc mang yếu tố nghi lễ tôn giáo. Nhu cầu về nhục can tăng cao trong các mùa lễ hội, trong các thời điểm khác nó cũng được dùng như món ăn vặt hay món ăn kèm trong bữa chính. Nhục can thường được đóng gói hay chứa trong các bọc màu đỏ - màu mang ý nghĩa tốt lành trong văn hóa Á Đông.

## Chế biến
Theo tuyền thống, nhục can được chế biến từ những phần thịt chưa dùng hết trong các yến tiệc hay lễ hội. Chúng được tẩm ướp bằng đường và muối sau đó trữ lạnh dùng dần. Cụ thể những phần thịt dùng chế biến nhục can được loại bỏ phần mỡ, xắt lát ướp rồi xông khói. Sau đó chúng được cắt thành từng miếng nhỏ để trữ dùng dần. Người ta tin rằng yếu tố quyết định sự đặc trưng của chất lượng nhục can nằm ở khâu tẩm ướp, vì vậy hàm lượng gia vị tẩm ướp được bảo mật kỹ lưỡng.
Tuy nhiên, nhục can cũng có thể được chế biến ngay từ nguyên liệu thịt tươi, chưa được tẩm ướp nhập từ Trung Hoa; sau đó chúng được nướng ở nhiệt độ cao ngay tại chỗ. Hiện nay, có hai dạng nhục can tồn tại trên thị trường: dạng toái phiến nhục can (碎片肉乾) truyền thống được chế biến từ thịt băm nặn thành hình miếng mỏng; dạng thiết phiến nhục can (切片肉乾) mới hơn chế biến từ việc xắt lát các tảng thịt nguyên khối. Dạng mới dù giá thành cao hơn nhưng đang ngày càng trở nên thông dụng do miếng thịt cứng chắc hơn và thành phần chất béo thấp hơn. Nhục can thường được bán dưới dạng miếng mỏng hình vuông, và có thể có vị cay. Chúng cũng có thể được bán dưới dạng những phiến tròn như đồng tiền, gọi là kim tiền nhục can (金錢肉乾) với biểu tượng đồng tiền mang ý nghĩa đem lại may mắn. Một số công ty chế biến nhục can cũng đã đưa ra những mẫu nhục can có hình dạng khác lạ và đặc biệt nhằm thu hút khách hàng.

## Một số thương hiệu "nhục can" nổi tiếng

### Châu Âu
- Mei Wei - BBQ Meat

### Bắc Mỹ
- Soo Singapore Jerky
- Little Red Dot Kitchen
- Bak Kwa King
- Bagahon Singapore Jerky Lưu trữ ngày 10 tháng 7 năm 2011 tại Wayback Machine

### Malaysia
- Foo Heong ("Ju Xiang")
- CHOP LOONG KEE SDN. BHD ("loong kei")
- Chun Me Food Trading ("xin quan mei")
- Tan Heong Kee("Chan Heong Kee")
- Wing Heong
- Kiew Brothers ("Wo lai Yeh")
- Hock Seng Guan ("Fuk Sing Yun")
- Eng Hock Hiong ("Wing Fok Heong")
- Anthony Un Jang-Yang ("Un's Bakkwa")
- Hock Chuan Hiong ("Fu Chuen Xiang")

### Singapore
- Kim Hwa Guan (Jin Hua Yuan)
- Mỹ Phúc Nguyên (美福源, Bee Hock Guan, Měi Fu Yuán)
- Kim Dụ Nguyên (金裕源, Kim Joo Guan, Jīn Yù Yuán)
- Mỹ Trân Hương (美珍香, Bee Cheng Hiang, Měi Zhēn Xiāng)
- Hương Vị (香味 Xiang Wei), tên tiếng Anh là "Fragrance Foodstuff"
- Lâm Chí Nguyên (林志源, Lim Chee Guan, Lín Zhì Yuán)
- Kim Hock Guan
- Tan Chee Yuan (Chén Zhì Yuán)
- Tân Phẩm Hương (新品香, New Peng Hiang, Xīn Pǐn Xiāng)
- Golden Glory Food Industries (Dragon Phoenix Brand)

### Trung Hoa Dân Quốc
- Jin Xiang Yuan
- Chuan Xiang
- Tân Đông Dương (新東陽, Hsin Tung Yang, Xīn Dōng Yáng)
- Duy Phong(唯豐, Wei Fong, chỉ hoạt động ở Đài Bắc)

### Philippines
- Bee Tin